# Eichwald, MdB
Eichwald, MdB ist eine deutsche Comedy-Fernsehserie von Stefan Stuckmann und Fabian Möhrke über den fiktiven Bundestagsabgeordneten (MdB) Hans-Josef „Hajo“ Eichwald und seine Mitarbeiter. 2014 wurden die ersten vier Folgen der Serie im Auftrag vom ZDF-„Das kleine Fernsehspiel“ und ZDFneo gedreht, die erste Folge wurde am 16. April 2015 ausgestrahlt, am selben Tag wurden weitere drei Folgen in der ZDF-Mediathek zur Verfügung gestellt. Die Übernahme ins Hauptprogramm wurde für den 29. Mai 2015 angekündigt, dort lief die Serie nach der heute-show. Eine zweite Staffel wurde im Juni und Juli 2019 im ZDF gesendet.

## Handlung
Hans-Josef Eichwald (56) ist seit 30 Jahren Bundestagsabgeordneter. In den Folgen lässt er kein Fettnäpfchen aus, weshalb er sich hin und wieder vor seiner Fraktionsvorsitzenden Birgit Hanke (55) rechtfertigen muss. Mit Berndt Engemann (58) und Sebastian Grube (29) stehen ihm zwei wissenschaftliche Mitarbeiter zur Seite, seine Büroleiterin ist Julia Schleicher (27).
In der ersten Folge kommt Eichwald von der Beerdigung eines ungeliebten Parteikollegen, muss dann aber feststellen, dass der weitaus jüngere Uwe Bornsen (36) über den Listenplatz in den Bundestag einzieht. Bornsen stammt aus demselben Wahlkreis wie Eichwald. Da Eichwald um sein Direktmandat fürchtet, versucht er, in einem besseren Licht dazustehen als Bornsen. So versucht Eichwald zum Beispiel, Schockbilder auf Fast-Food-Verpackungen aufzubringen (ähnlich der Zigaretten-Warnhinweise), eine in seinem Wahlkreis von der Insolvenz bedrohte Firma zu retten oder eine Lebensmittelampel einzuführen. Dabei hängt Eichwald hinter Bornsen hinterher oder wird von seiner Fraktionsvorsitzenden als Steigbügel für andere Gesetzesvorhaben benutzt. In der letzten Folge der ersten Staffel steht er unter dem Verdacht, bei der Ausschussreise über das Wochenende nach Brasilien in einem Bordell Geschlechtsverkehr gehabt zu haben. In seinem Koffer findet er eine Rechnung, auf der neben den Getränken „Serviços Diversos“ mit 361,50 US-Dollar steht. Folglich versucht sich sein Team im Krisenmanagement, während sie sich heimlich bei Bornsen um eine Stelle bewerben, falls Eichwald zurücktreten muss. Als der Server mit den Anrufen vom Wochenende wieder funktioniert, entdecken sie einen Anruf von Eichwald, der darin zwei Stunden lang in betrunkenem Zustand redet und sich damit von dem Vorwurf selbst entlastet. Die hohen Kosten waren nicht für sexuelle Dienstleistungen, sondern für das Telefonat nach Deutschland. In letzter Sekunde können sie somit verhindern, dass Eichwald seinen Rücktritt einreicht.
In der zweiten Staffel ist es Eichwald erneut gelungen, in den Bundestag einzuziehen, aber nur mit knappem Vorsprung vor seinen beiden Konkurrenten, einem rechtspopulistischen YouTuber und einer vorbestraften Stalkerin. Julia Schleicher geht in den Babyurlaub und wird daraufhin durch eine zweite Julia ersetzt, die die Tochter eines Wurstfabrikanten aus Eichwalds Wahlkreis ist. Rasch entwickelt sich ein Machtkampf zwischen ihr und Sebastian Grube, infolge dessen dieser auf den Posten des Büroleiters degradiert wird. Berndt hat unterdessen die Patenschaft für einen syrischen Flüchtling übernommen, die jedoch zunehmend seine Ehe belastet. Bornsen hingegen versucht auf Eichwalds Anraten den Unfalltod seiner Frau durchs Schreiben zu verarbeiten und wird dadurch zum Bestsellerautor.
Im Laufe der Staffel sieht sich Eichwald in einen Doping-Skandal im deutschen Fußball verwickelt. Nachdem er zunächst einen Untersuchungsausschuss fordert, muss er jedoch schnell feststellen, dass er durch seinen ehemaligen Posten als Staatssekretär in Nordrhein-Westfalen selbst in diesen verwickelt ist. Als er als Zeuge vor den Ausschuss geladen wird, macht ihm Georg Berger, nun Parteivorsitzender, doch damals Ministerpräsident, und somit eigentlich verantwortlich für den Skandal, ein Angebot auf einen Posten, wenn Eichwald die Verantwortung übernimmt. Hanke, die Berger ersetzen will, macht ihm wenig subtil ein entsprechendes Gegenangebot. Nachdem Eichwald Berger deckt, leakt Hanke aber dennoch entsprechende Infos, die Berger belasten und übernimmt daraufhin den Parteivorsitz.
Parallel dazu beginnt Sebastian Grube, sich für eine öko-alternative Partei zu engagieren, in der Hoffnung, den Unterbezirksgruppenvorsitzenden abzulösen. Doch bald tritt auch Julia Schleicher, ebenfalls besorgt um ihre Zukunft in Eichwalds Büro, zur Gruppe und die beiden beginnen einen erneuten Machtkampf.
Schließlich fährt Eichwald zurück nach Bochum, um sich vor seinen Parteikollegen zu verantworten. Im Plenum hält Eichwald eine leidenschaftliche, scheinbar improvisierte Rede über die Zwänge des politischen Apparats, die sich später als geplant herausstellt. Der Vorstand teilt Eichwald jedoch daraufhin mit, dass sie zwar weiter mit ihm arbeiten möchten, er aber Julia Zwei als seine Nachfolgerin hochziehen soll. Zudem sieht sich Eichwald mit einer vorläufigen Krebsdiagnose konfrontiert.
In der letzten Folge gerät Eichwald daraufhin nach einer durchzechten Nacht versehentlich in eine Geiselnahme. Ein Reichsbürger hält ihn und eine Gruppe dementer Senioren in einer Turnhalle gefangen. Eichwald, nun sichtlich fatalistisch, bestätigt die wilden Verschwörungstheorien des Geiselnehmers und beginnt die Senioren zu unterhalten, plant aber parallel den Ausbruch. Währenddessen erhält er jedoch die Information, dass die Krebsdiagnose eine falsche war. Der Ausbruch gelingt schließlich, nachdem der Geiselnehmer, zunehmend genervt davon, dass seine Forderungen auf Eichwalds defektem Handy ständig unterbrochen werden, versehentlich seine Waffe fallen lässt und sich danach selbst ausknockt. Eichwald wird daraufhin als Held gefeiert und der Vorsitzende der Ortsgruppe bietet ihm an, die vorherige Entscheidung zu revidieren.

## Episodenliste

### Staffel 1
| Nr. (ges.) | Nr. (St.) | Originaltitel    | Zusammenfassung | Erstausstrahlung D (ZDFneo) | Regie         | Drehbuch         | Zuschauer (ZDFneo) |
| ---------- | --------- | ---------------- | --------------- | --------------------------- | ------------- | ---------------- | ------------------ |
| 1          | 1         | Der Konkurrent   | –               | 16. Apr. 2015               | Fabian Möhrke | Stefan Stuckmann | 150.000            |
| 2          | 2         | Der Industrielle | –               | 23. Apr. 2015               | Fabian Möhrke | Stefan Stuckmann | –                  |
| 3          | 3         | Die Ampel        | –               | 30. Apr. 2015               | Fabian Möhrke | Stefan Stuckmann | –                  |
| 4          | 4         | Die Dienstreise  | –               | 7. Mai 2015                 | Fabian Möhrke | Stefan Stuckmann | 90.000             |

### Staffel 2
| Nr. (ges.) | Nr. (St.) | Originaltitel        | Zusammenfassung | Erstausstrahlung D (ZDFneo) | Regie         | Drehbuch         | Zuschauer (ZDFneo) |
| ---------- | --------- | -------------------- | --------------- | --------------------------- | ------------- | ---------------- | ------------------ |
| 5          | 1         | Männer können alles  | –               | 14. Juni 2019               | Fabian Möhrke | Stefan Stuckmann | 860.000            |
| 6          | 2         | Tief im Westen       | –               | 21. Juni 2019               | Fabian Möhrke | Stefan Stuckmann | 770.000            |
| 7          | 3         | Vor Arbeit ganz grau | –               | 28. Juni 2019               | Fabian Möhrke | Stefan Stuckmann |                    |
| 8          | 4         | Schatten im Blick    | –               | 5. Juli 2019                | Fabian Möhrke | Stefan Stuckmann |                    |
| 9          | 5         | Verletzlich          | –               | 12. Juli 2019               | Fabian Möhrke | Stefan Stuckmann |                    |
| 10         | 6         | Unersetzlich         | –               | 19. Juli 2019               | Fabian Möhrke | Stefan Stuckmann |                    |

## Hintergrund
- Obwohl in der Serie die Partei von Eichwald bewusst nicht genannt wird, erinnern die im Intro gezeigten Plakate an die SPD.
- Eichwalds Wahlkreis ist Bochum II, welcher als SPD-Hochburg gilt.
- Die Serie wurde vom Medienboard Berlin-Brandenburg gefördert.
- Am Anfang und Ende der Episoden ist die Einblendung „unterstützt durch Produktionshilfe“ zu sehen. Produkte wurden von dem Autohersteller Opel sowie den Möbelherstellern Thonet und Wilkhahn zur Verfügung gestellt.
- Bei Medien wurden deren Namen teilweise weggelassen oder verfremdet, teilweise gibt es auch Bezug zu echten Medien. So klickt sich Julia in Folge 1 durch manipulierte Internetseiten der Tagesschau und Spiegel Online, wo deren Namen entfernt wurden. In Folge 4 zeigt eine Boulevard-Internetseite ein Foto von Eichwald in dem brasilianischen Bordell. Die Internetseite sieht aus wie bild.de, statt „BILD“ ist jedoch „NEWS“ in großen weißen Buchstaben zu sehen. Dagegen erhält Eichwald in Folge 1 „Post von Wagner“, in Folge 2 wird er von einem BILD-Reporter interviewt und in Folge 3 ist die Fraktionsvorsitzende Hanke in einer Pressekonferenz auf Phoenix zu sehen. Außerdem kommen noch die ZDF-Sendungen Morgenmagazin und Markus Lanz vor.
- In der Serie fällt Sebastian Grube durch die intensive Nutzung von sozialen Netzwerken auf. Tatsächlich existiert ein fiktiver Twitter-Account von ihm.[8]
- Ergänzend zu der Serie gibt es sieben sogenannte „Webisodes“. Die weniger als 3 Minuten langen Clips zeigen, wie Hans-Josef Eichwald zusammen mit Berndt Engemann und Sebastian Grube im Auto über jeweils ein Thema diskutiert.[9]
- Die DVD der ersten Staffel mit allen vier Episoden erschien am 12. Juni 2015, am 13. Dezember 2019 erschien die DVD mit allen Episoden der zweiten Staffel. Beide Cover sind im Stil eines Wahlplakates gehalten, auf dem Eichwald unterschiedlich verunstaltet wurde.[10][11]

## Kritiken
„Der Humor funktioniert, weil er aus den liebenswürdig naiven Figuren (alles andere als Francis Underwood) selbst entwickelt wurde und von sehr guten Schauspielern lässig unterspielt wird. Dass man dabei nur von Witz zu Witz denkt, die Handlung also ständig wieder auf null stellt, statt größere Bögen zu konstruieren, ist die einzige Schwäche dieser sehenswerten Kurzserie über Mittelmaß in Maßanzügen.“

„Die Botschaft – es ist das System, nicht das Personal – verliert sich leider im Abfeiern von bissigen Sprüchen. Eichwald ist letztlich doch nur eine arme Wurst. […] Zu gerne hätte man aber gesehen, wie ein satirischer Blick hinter die Kulissen des Politikbetriebs aussieht, der am Ende tatsächlich, wie die Macher ankündigen, mehr Verständnis für unsere Parlamentarier weckt.“

„‚Inspiriert‘ sei Eichwald, MdB von The Thick of It und Veep, schreibt das ZDF in der Pressemappe zur Serie. Das ist allerdings eine gründliche Untertreibung. Von den grauen Bildern über die stets leicht wackelige Kamera bis hin zu den Schnitten im Abspann kopiert Eichwald, MdB exakt die Bildsprache der Vorbilder. Und auch die Figuren sind in der deutschen Version eng an die Vorbilder des britischen Originals angelehnt.“